# Shōtarō Akiyama
Pour les articles homonymes, voir Akiyama.
Shōtarō Akiyama (秋山 庄太郎, Akiyama Shōtarō), né le 8 juin 1920 à Tokyo et mort dans la même ville le 16 janvier 2003 , est un photographe japonais.

## Biographie
Lors d'une cérémonie de remise de prix dans l'arrondissement de Chūō, il subit un infarctus du myocarde et est transporté à l'hôpital, où il meurt le 16 janvier 2003.

## Crédit d'auteurs
- (en) Cet article est partiellement ou en totalité issu de l’article de Wikipédia en anglais intitulé « Shōtarō Akiyama » (voir la liste des auteurs).